# Пегасов, Николай Александрович
Николай Пегасов (настоящее имя — Николай Александрович Кухто; род. 25 мая 1977, Москва) — российский журналист и издатель, разработчик и популяризатор настольных игр. Наиболее известен как создатель журнала «Мир фантастики» и автор таких настольных игр, как «Соображарий», World of Tanks Rush, «Голливуд» , и др., изданных в России и за рубежом.

## Образование
В 1999 году Николай Пегасов окончил исторический факультет МГУ им. М.В. Ломоносова. Владеет двумя иностранными языками (английским и немецким).

## Журналистика
В  2001 г. Николай Пегасов начинает сотрудничать с популярными игровыми изданиями — ролевым сайтом rolemancer.ru и журналом «Игромания». В журнале он пишет статьи и выступает в качестве редактора настольно-игрового раздела, а в 2001-2003 годах является главным редактором «Ролемансера».
В 2003 году Николай Пегасов основал и в качестве главного редактора возглавил  журнал «Мир фантастики», который стал крупнейшим русскоязычным изданием, посвящённым фэнтези и фантастике. В  2006 году журнал получил премию Европейского общества научной фантастики как «Лучший журнал Европы». С мая 2003 года по октябрь 2009 года Николай Пегасов являлся главным редактором, а затем и издателем журнала, выпустив 74 номера.
Одновременно с печатным вариантом журнала была создана и его интернет-версия Mirf.ru, за которую на конвенте писателей-фантастов «Роскон» в 2011 г. Николай Пегасов получил премию «Роскон» в номинации «лучший ресурс в сети, посвященный русскоязычной фантастике».

## Разработка и продюсирование настольных игр
Интерес к настольным играм у Николая Пегасова проявился ещё в детстве и выразился в подражании знаменитым образцам XX века — «Монополии», а также «Пиратам» и «Захвату колоний» Владимира Голицына из журнала «Пионер». В университете он начал играть в коллекционные карточные и настольные ролевые игры.
Став в 2001 году главным редактором нового издательства «Хобби-игры», он занялся этой индустрией профессионально. Николай Пегасов организовал издание первых официальных локализаций известных зарубежных настольных игр, таких как Catan («Колонизаторы»), «Каркассон», ролевой игры Dungeons & Dragons, а также художественных романов из цикла Warhammer.
В 2010 году Николай Пегасов  становится директором по развитию  компании Hobby World — крупнейшего российского издательства, которое одновременно является дистрибьютором и производителем собственных  настольных игр. В Hobby World Николай проявил себя в качестве эксперта мирового игрового рынка и выступил продюсером таких игр, как «Находка для шпиона» (Spyfall), «Наместник» (Viceroy) и многих других.
В 2013 году вышла первая настольная игра, разработанная Николаем Пегасовым, — «Голливуд». Она сразу же удостоилась титула «Лучшая семейная игра года» на «Игросфере»-2013, а в 2014 году издательство Hobby World запустило на «Кикстартере» успешную кампанию по сбору средств на выпуск международного издания «Голливуда».
Основная деятельность Николая Пегасова связана с разработкой новых настольных игр, осуществляемой им как самостоятельно, так и в соавторстве. Его игры изданы на 14 языках в Европе, США, Китае, Японии. По оценке Дмитрия Кибкало, основателя и руководителя российской настольно-игровой компании «Мосигра», Николай Пегасов входит в тройку самых успешных и популярных российских авторов настольных игр. А,  как отметил один из его коллег, бренд-менеджер компании «Звезда» Дмитрий Павлов, «…Николай Пегасов — знаковая фигура не только для развлекательной журналистики, но и для индустрии настольных игр в России».

## Настольные игры, разработанные Николаем Пегасовым
1. «Запретные слова», 2013 год.[32]
  - Переиздания -- «Нет слов», 2014 год [33]. «Нет слов: учим английский», 2014 год[34].
2. «Голливуд», 2013 год.[5]
  - Дополнение -- «Голливуд: Сезон фестивалей», 2015 год.[35]
3. «Заврики», 2013 год.[36]
  - Переиздание -- «Великий Человек-паук», 2016 год.[37]
4. World of Tanks: Rush, 2013 год.[38]
  - Дополнения «World of Tanks: Rush — Второй фронт», 2014 год [39]. «World of Tanks: Rush — Последний бой», 2015 год [40].
5. «Знаменитость», 2013 год.[41]
6. «Воображарий», 2013 год. В соавторстве с Ольгой Пегасовой.[42]
  - Дополнения «Воображарий: Вечеринка», 2015 год[43]. «Воображарий: Звезды», 2015 год [44]. «Воображарий: Юниор», 2016 год[45].
7. Cut the Rope, 2014 год.[46]
8. «Соображарий», 2015 год .[2]
  - Дополнения – «Соображарий Два!», 2016 год [47] . «Соображарий Турбо», 2017[48].  «Соображарий Junior», 2017 год [49].
9. «Бастион», 2015 год. В соавторстве с Евгением Никитиным.[50]
10. «Первый мститель: Противостояние», 2016 год.[51]
11. «Ноль-семь», 2018 год.[52]

## Награды
- Премия «РосКон»[53] в номинации «лучший ресурс в сети, посвященный русскоязычной фантастике» за 2011 год[13].
- Награда «Лучшая семейная игра года» на «Игросфере»-2013 за игру «Голливуд»[26].
- Титул «Персона года» по версии настольно-игрового сайта Boardgamer.ru [54]

## Интересные факты
- Среди интересов Николая, помимо игр — путешествия, кино и историческая литература. О них он пишет в Живом Журнале[55]
- Дед Николая Пегасова – Николай Кузьмич Кухто, советский конструктор-двигателист.